# 西念寺 (豊島区)
西念寺（さいねんじ）は、東京都豊島区にある浄土真宗本願寺派の寺院。

## 歴史
1596年（慶長元年）、了善によって開山された。浅草寺町や八丁堀を転々とし、1647年（正保4年）、深川富吉町（現・江東区佐賀・永代の一部）に移転した。
深川にあった頃、堀部安兵衛が帰依した寺としても知られている。江戸時代は「門徒宗府内五大坊」の一つでもあった。
戦後に現在地に移転した。

## 交通アクセス
- 北池袋駅より徒歩1分。